# Box-office Italie 1962-1963
Cet article traite du box-office de la saison cinématographique 1962-1963 en Italie.

## Les 20 premiers
Les films sont classés selon les recettes réelles de la Société italienne des auteurs et éditeurs (SIAE, Società Italiana degli Autori ed Editori), fournies par les volumes Platea in piedi exprimées en lires italiennes,,. Lorsque les données SIAE pour le nombre d'entrées ne sont pas disponibles, les recettes réelles ont été divisées par le prix moyen du billet à 182 lires en 1962-63.
Pour certains titres étrangers, les données SIAE ne sont pas disponibles, la position dans le classement est obtenue sur la base des données disponibles auprès du Giornale dello spettacolo,.
| Rang | Titre                           | Pays                                                                | Réalisateur                                          | Recettes Italie (lires) | Entrées Italie |
| ---- | ------------------------------- | ------------------------------------------------------------------- | ---------------------------------------------------- | ----------------------- | -------------- |
| 1    | Le Guépard                      | Drapeau de l'Italie · Drapeau de la France                          | Luchino Visconti                                     | 2 323 197 000           | 12 850 375     |
| 2    | Le Jour le plus long            | Drapeau des États-Unis                                              | Ken Annakin, Andrew Marton et Bernhard Wicki         | 2 050 000 000           | 11 300 000     |
| 3    | La Conquête de l'Ouest          | Drapeau des États-Unis                                              | Henry Hathaway, John Ford et George Marshall         |                         | 7 200 000      |
| 4    | Les Révoltés du Bounty          | Drapeau des États-Unis                                              | Lewis Milestone et Carol Reed                        |                         |                |
| 5    | Le Fanfaron                     | Drapeau de l'Italie                                                 | Dino Risi                                            | 1 293 191 000           | 7 105 445      |
| 6    | Sodome et Gomorrhe              | Drapeau des États-Unis · Drapeau de l'Italie · Drapeau de la France | Robert Aldrich                                       | 1 198 296 000           | 6 584 044      |
| 7    | Les Vikings attaquent           | Drapeau de l'Italie · Drapeau de la France                          | Giuseppe Vari                                        |                         |                |
| 8    | Le Lit conjugal                 | Drapeau de l'Italie · Drapeau de la France                          | Marco Ferreri                                        | 910 070 000             | 5 000 000      |
| 9    | L'Homme qui tua Liberty Valance | Drapeau des États-Unis                                              | John Ford                                            |                         |                |
| 10   | Taras Bulba                     | Drapeau des États-Unis                                              | J. Lee Thompson                                      |                         |                |
| 11   | La Guerre des boutons           | Drapeau de la France                                                | Yves Robert                                          |                         |                |
| 12   | West Side Story                 | Drapeau des États-Unis                                              | Jerome Robbins et Robert Wise                        |                         |                |
| 13   | Trahison sur commande           | Drapeau des États-Unis                                              | George Seaton                                        |                         |                |
| 14   | James Bond 007 contre Dr No     | Drapeau du Royaume-Uni                                              | Terence Young                                        |                         |                |
| 15   | Un soupçon de vison             | Drapeau des États-Unis                                              | Delbert Mann                                         |                         |                |
| 16   | Le Fils de Spartacus            | Drapeau de l'Italie                                                 | Sergio Corbucci                                      | 811 235 000             | 4 457 335      |
| 17   | Mafioso                         | Drapeau de l'Italie                                                 | Alberto Lattuada                                     | 780 349 000             | 4 287 632      |
| 18   | La Femme à travers le monde     | Drapeau de l'Italie                                                 | Gualtiero Jacopetti, Franco Prosperi et Paolo Cavara | 766 509 000             | 4 212 000      |
| 19   | La Bataille de Naples           | Drapeau de l'Italie                                                 | Nanni Loy                                            | 762 828 000             | 4 191 363      |
| 20   | Huit et demi                    | Drapeau de l'Italie                                                 | Federico Fellini                                     | 755 971 000             | 4 154 000      |